# Crime Delicado
Crime Delicado é um filme brasileiro de 2005, baseado no livro Um Crime Delicado de Sérgio Sant'Anna e dirigido por Beto Brant.

## Enredo
Conta a história de Antônio, um crítico teatral, que tem sua vida desestabilizada após conhecer Inês, uma atraente mulher, em um bar. Inês é uma mulher desinibida e atraente, que não se encaixa no modelo racional que Antônio prega para si. Ela tem um relacionamento com José Torres Campana, um pintor mais velho, que a usa como musa de seus quadros. Mas o fascínio que Inês sente por Campana faz com que Antônio sinta cada vez mais ciúmes do relacionamento existente entre eles.

## Elenco
- Lilian Taublib como Inês
- Marco Ricca como Antônio
- Felipe Ehrenberg como José Torres Campana
- Maria Manoella como Maria Luísa
- Matheus Nachtergaele
- Cláudio Assis

## Curiosidades
- O filme marca a estreia da atriz Lilian Taublib, que é a protagonista e interpreta uma deficiente física e é, ela mesma, uma deficiente, o que, segundo o diretor, deu autenticidade às cenas.
- Cláudio Assis, que atua neste filme, é o diretor de Amarelo Manga.